# Internationales Jahr der Kristallographie
Das Jahr 2014 wurde von der UNO zum Internationalen Jahr der Kristallographie erklärt. Das Jahr 2014 wurde unter anderem gewählt, weil sich die Verleihung des Nobelpreises an Max von Laue zum hundertsten Mal jährte. Er erhielt die Auszeichnung 1914 für den Nachweis, dass Röntgenstrahlung in Kristallen gebeugt wird.